# Пла, Мануэль
Мануэль Пла (исп. Manuel Pla, ок. 1725, Торкемада, Паленсия, Кастилия-Леон, Испанская империя — 1766, Мадрид, Испанская империя) — испанский композитор, гобоист, клавесинист при дворе Мадрида. Он был средним из трёх братьев-композиторов: его старший брат Хуан Баптиста Пла (1720—1773), устроившийся гобоистом в Лиссабоне, и его младший брат Хосеп (ок. 1728—1762).

## Сочинения
- Мотет «Salve Regina»
- Увертюра фа мажор для оркестра (1757)
- Концерт для флейты с оркестром
- Трио для гобоя, скрипки и виолончели ре минор